# Đan Phượng (xã)
Đan Phượng là một xã ngoại thành nằm ở phía Tây thành phố Hà Nội, Việt Nam.
Ngày 16 tháng 6 năm 2025, Ủy ban Thường vụ Quốc hội ban hành Nghị quyết số 1656/NQ-UBTVQH15 trong đó về việc sắp xếp toàn bộ diện tích tự nhiên, quy mô dân số của thị trấn Phùng, các xã Đan Phượng, Đồng Tháp, Song Phượng, Thượng Mỗ (huyện Đan Phượng cũ) thành xã mới có tên gọi là xã Đan Phượng.

## Vị trí địa lý và hành chính
Xã Đan Phượng có vị trí địa lý:
- Phía Bắc giáp xã Liên Minh.
- Phía Tây giáp xã Hát Môn.
- Phía Nam giáp xã Dương Hòa và xã Hoài Đức.
- Phía Đông giáp xã Ô Diên.

Xã Đan Phượng chia thành 17 thôn: An Sơn, Bãi Tháp, Bãi Thụy, Đại Phú, Đại Phùng, Đại Thần, Đoài Khê, Đông Khê, Đồng Vân, Phượng Trì, Tháp Thượng, Thọ Vực, Thống Nhất, Thu Quế, Thuận Thượng, Tiến Bộ, Trung Thành.

## Danh nhân
Quang Dũng (1921 – 1988): Nhà thơ, họa sĩ, nhạc sĩ, nổi tiếng với tác phẩm "Tây tiến". Quê ở thôn Phượng Trì.

## Trụ sở cơ quan xã
Đảng ủy - HĐND - UBND xã: Số 105, đường Tây Sơn, thôn Phượng Trì
Công an xã: Số 3/1, đường Phan Đình Phùng, thôn Phượng Trì